# Мірослав Лажо
Мірослав Лажо (словац. Miroslav Lažo; 18 жовтня 1977, м. Братислава, ЧССР) — словацький хокеїст, правий нападник. 
Виступав за «Слован» (Братислава), «Дукла» (Сеніца), ХК «Трнава», ХК «Регенсбург», МсХК «Жиліна», «Кладно», ХК «Бероуншті Медведі», «Нафтохімік» (Нижньокамськ), ХК «Кошице», «Автомобіліст» (Єкатеринбург), «Супутник» (Нижній Тагіл), ХК 05 «Банська Бистриця», «Мальме».
У складі національної збірної Словаччини провів 12 матчів (6 голів).

## Досягнення
- Чемпіон Словаччини (2003, 2008), бронзовий призер (2011).